# Desnogorsk
Desnogorsk (Russisch: Десногорск) is een stad in de Russische oblast Smolensk. Het aantal inwoners ligt rond de 32.000. Desnogorsk is tevens het centrum van het gelijknamige bestuurlijke rayon. De stad ligt aan de rechteroever van de rivier Desna, een zijrivier van de Dnjepr, ongeveer 153 kilometer ten zuidoosten van Smolensk.
De geschiedenis van Desnogorsk is jong. Aan het eind van de jaren 60 van de twintigste eeuw was er, ten behoeve van de Kerncentrale Smolensk, een klein aantal woningen gebouwd om kernfysici te huisvesten. Deze nederzetting kreeg in 1974 een officieel karakter; de naam Desnogorsk werd in het leven geroepen. In de daaropvolgende jaren kreeg Desnogorsk steeds meer het karakter van een 'gewone' stad. In 1989 volgde de status van stad.
Bestuurlijk centrum: Smolensk 

Demidov · Desnogorsk · Dorogoboezj · Doechovsjtsjina · Gagarin · Jartsevo · Jelnja · Potsjinok · Roslavl · Roednja · Safonovo · Sytsjovka · Velizj · Vjazma